# Angela Petrelli
Angela Petrelli  egy kitalált szereplő a Hősök (Heroes) című televíziósorozatban, akit Christine Rose alakít. Angela özvegy, két gyermeke, három unokája van és folyékonyan beszél franciául.
Férjével, Arthur „Dallas” Petrellivel 1965-ben házasodtak össze, majd nem sokkal azelőtt, hogy fiai szembesültek képességeikkel,  a férfi öngyilkos lett. Bár sokáig nem mondta el nekik, de Angela végig tudott arról, hogy gyermekei mások, mint az átlag, sőt rendkívüli képességek birtokosai. Férje öngyilkossága után  ő lesz a családfő,  összetörik, és látszólag nehezen találja a kiutat a helyzetből.
A későbbiekben kiderül, hogy férjét ő maga mérgezte meg, ám ezt senki sem tudta. Akkori érdekellentétek miatt követte el ezt a tettet.
Eleinte Nathan ferde szemmel nézi anyja apró stiklijeit (például, amikor letartóztatják zoknilopásért), mivel szerinte ez rossz fényt vet rá, és megnehezíti számára a kongresszusba való bejutást, fiatalabbik fia, Peter viszont végig megértő vele, ám nyilvánvaló számára, hogy Angela bátyját, Nathant részesíti előnyben vele szemben. A nő kedvese révén igen hamar kapcsolatba került Mr. Lindermannel, aki megismertette vele  nagy terve részleteit, mellyel a világot akarja megváltani akár New York felrobbanásának árán is. A kezdeti nehézségek ellenére mindvégig támogatja Nathant a Kongresszusba vezető úton, és akkor is erőt ad neki, mikor fia teljesen elbizonytalanodik. Unokáját, Claire-t is igyekszik megvédeni és Párizsba akarja vinni, amíg lezajlanak a választások, ám a lány inkább Peterrel tartana, hogy közös erővel menthessék meg New Yorkot. Van egy húga.

## A Társaság
A Társaság annak idején azért jött létre, hogy a különleges képességű emberekről információkat szerezzen, összegyűjtse őket. A Társaság tagjai maguk is rendelkeztek képességgel. Egyik alapítója volt Angela Petrelli is. Álmaiban képes megálmodni a jövőt.